# Lilly Martin Spencerová
‎Lilly Martin Spencer‎‎ová (nepřechýleně Spencer, ‎rozená ‎Angelique Marie Martin‎‎; 26. listopadu 1822 Exeter – 22. května 1902 New York) byla jednou z nejznámějších amerických malířek 2. poloviny 19. století. Největší proslulost si získala obrazy s rodinnými výjevy, ale v průběhu své dlouhé kariéry malovala také portréty významných osobností a zátiší. Přes svou popularitu měla jako profesionální malířka potíže vydělat si na živobytí a celý život musela čelit finančním problémům.

## Životopis
Byla dcerou francouzských rodičů, kteří emigrovali z Anglie do Spojených států v roce 1830. Vyrostla ve městě Marietta v Ohiu a doma získala důkladné vzdělání. Od útlého věku projevovala umělecké nadání a matka ji vedla k tomu, aby začala studovat kresbu a olejomalbu u místních umělců. V roce 1841 se po úspěšné výstavě svých obrazů přestěhovala do Cincinnati, kde pokračovala ve studiu u portrétního malíře Johna Insca Williamse. Během několika let se stala známou místní umělkyní. V roce 1844 se provdala za Benjamina R. Spencera, který po svatbě opustil svou práci v krejčovské dílně a pomáhal své manželce s domácností a poddporoval ji v umělecké činnosti. Lilly Spencerová byla hlavní živitelkou rodiny, ve které se narodilo třináct dětí, z nichž sedm se dožilo dospělosti.

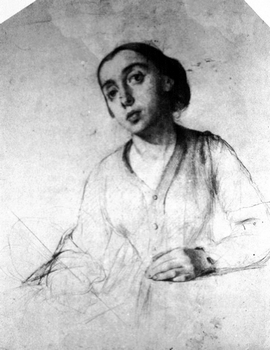
autoportrét z roku 1848

V roce 1848 se Spencerovi přestěhovali do New Yorku, kde předpokládali více příležitostí k uplatnění a zmírnění chronických finančních potíží. Zapsala se do večerních kurzů kreslení na Národní akademii designu, jedné z předních uměleckých škol v zemi, a v roce 1850 byla jmenována čestnou členkou Akademie. Lilly Spencerové se podařilo svými obrazy s rodinnými výjevy získat přízeň širokého okruhu příslušníků střední třídy. V roce 1849 vytvořila svůj první velký úspěšný obraz s názvem Domácí štěstí (Domestic Happiness). Její díla byla hojně reprodukována formou rytin a litografií. Prostřednictvím American Art-Union se reprodukce obrazů dostaly do tisíců domácností. Přesto se neustále potýkala s nedostatkem prostředků na obživu rodiny, protože z prodeje svých reprodukcí získávala jen malý podíl.  Také ilustrovala knihy a časopisy. Kromě toho malovala na zákazku portréty známých osobností. V roce 1858 se Spencerovi přestěhovali do Newarku v New Jersey, kde jim rodinný rozpočet pomáhalo vylepšit pěstování zeleniny a chov drůbeže. O několik let později si Spencerová založila studio v New Yorku.
Během občanské války na počátku šedesátých let se v obrazech Lilly Spencerové objevily vlastenecké náměty a myšlenkově hlubší tematika. V té době vytvořila taková díla, jako je ‎‎War Spirit at Home‎‎ (Válečný duch domova: Oslava bitvy u Vicksburgu, 1866), We Both Must Fade‎‎ (Obě musíme zblednout: paní Fithian,1869) nebo alegorie ‎Truth Unveiling Falsehood‎ (Pravda odhalující lež, 1869), na které pracovala několik let. Tento obraz považovala za své mistrovské dílo a odmítla ho prodat, i když jí bylo nabídnuto 20000 dolarů. Později byl však ztracen. 
Na přelomu roku 1879–1880 se s rodinou znovu přestěhovala, tentokrát do Highlandu v okrese Ulster. Ve venkovském prostředí se na její obrazy dostaly častěji scény ze zemědělského života a krajiny. Během roku 1880 se snažila představit své práce veřejnosti, ale její popularita už poklesla, trh se orientoval na evropské umění. Po manželově smrti v únoru 1890 Lilly Spencerová prodala farmu a přestěhovala se do nedalekého domu. Současně udržovala svůj ateliér ve městě, kde pracovala až do své smrti 22. května 1902.

## Dílo
Její dílo tvoří většinou olejomalby s rodinnými výjevy, které zachycují klidnou optimistickou atmosféru domova. Obsahovaly spoustu zajímavých detailů, například misky s ovocem, květinová aranžmá a další předměty používané v domácnosti k dekoraci. Jako modely využívala pro řadu svých děl sebe, manžela, vlastní děti a domácí zvířata. Svá nejoblíbenější díla produkovala mezi lety 1848 a 1858.
Spencerová byla z velké části zapomenuta až do roku 1978, kdy se konala retrospektivní výstava v National Collection of Fine Arts Smithsonian Institution (nyní Smithsonian American Art Museum) ve Washingtonu, DC, která znamenala oživení zájmu.o její práci. Dnes je Spencerová ceněna pro svou schopnost zachytit měnící se genderové role americké společnosti devatenáctého století.

## Galerie

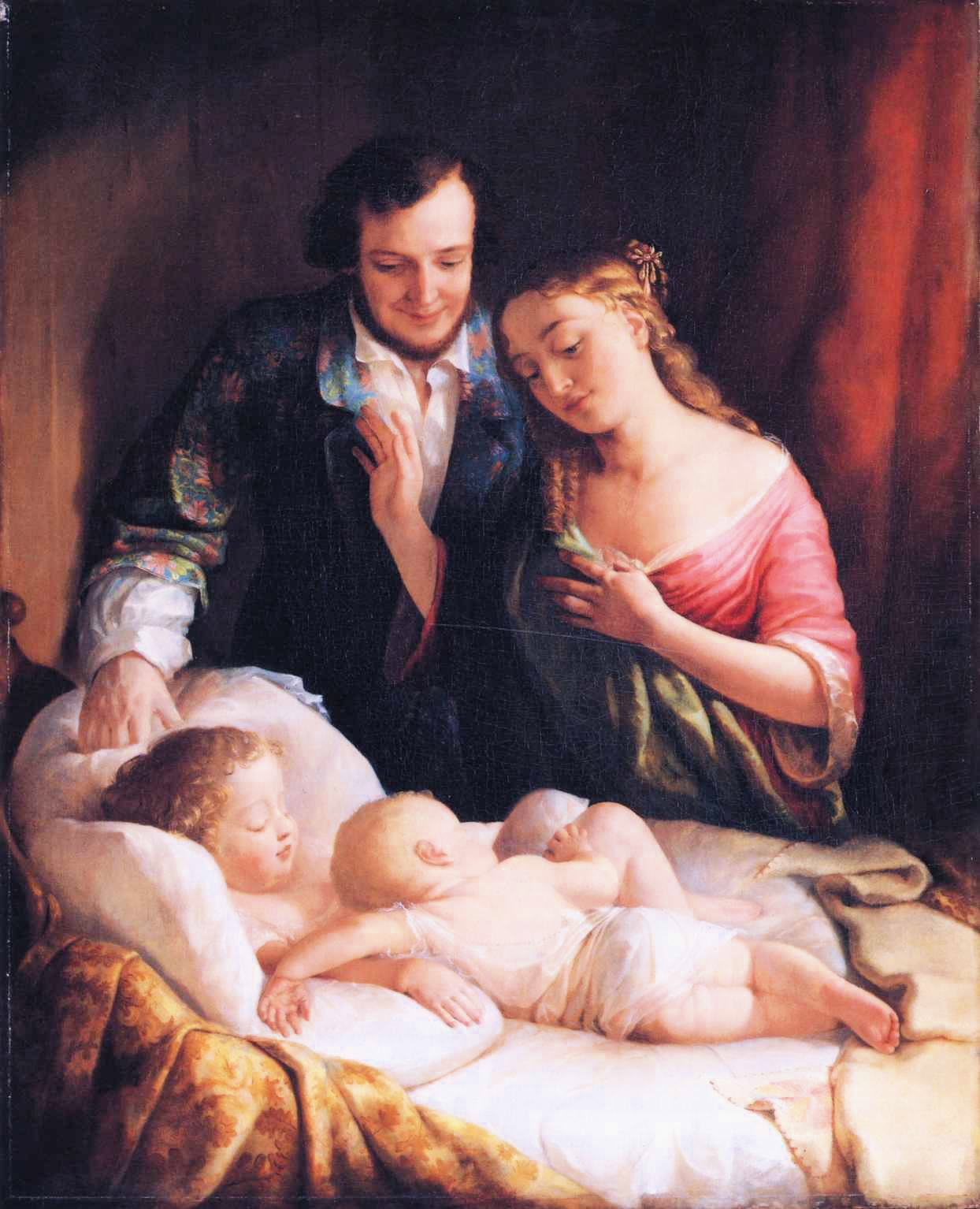
Domácí štěstí (1849)
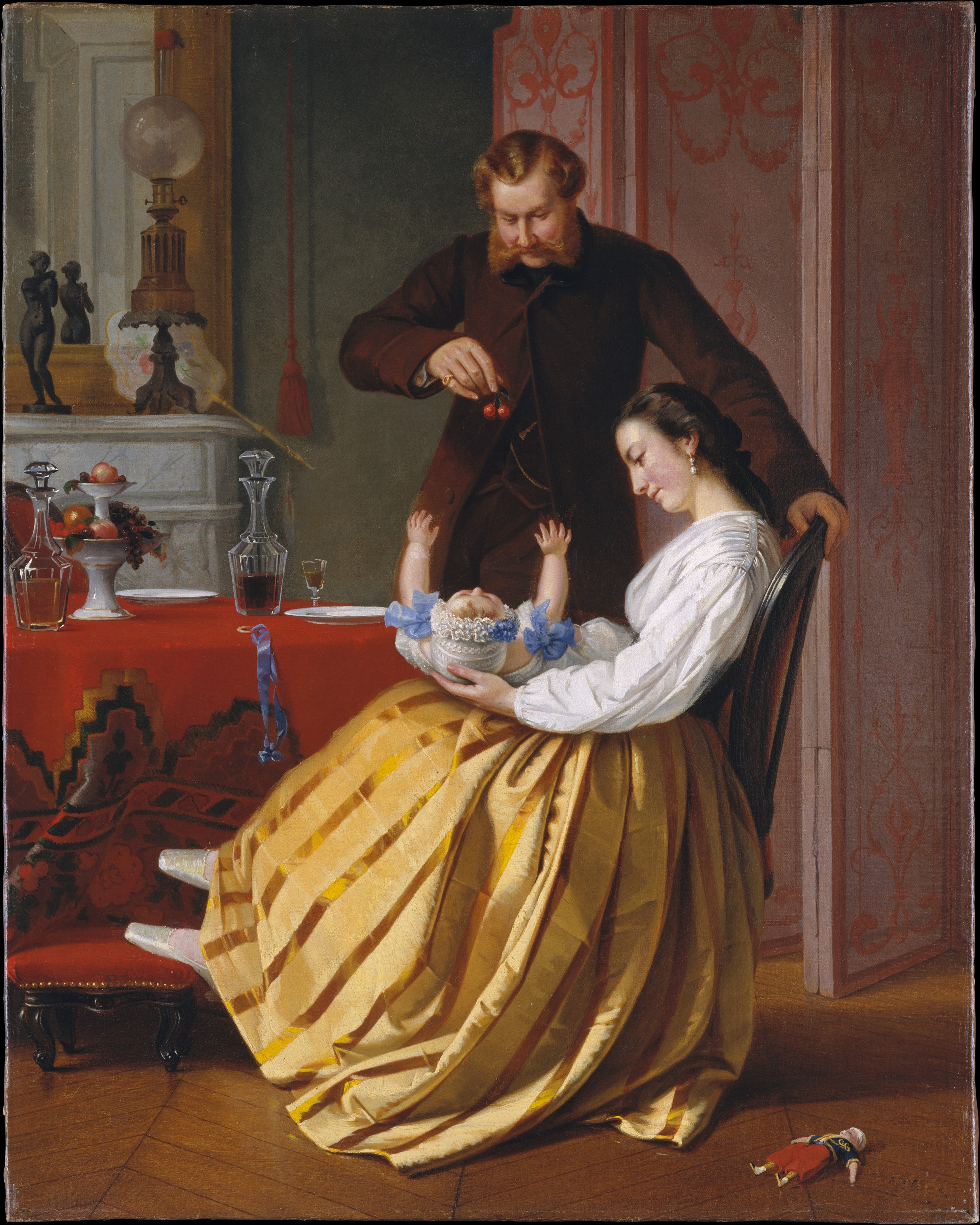
Domácký výjev (1851–1852)
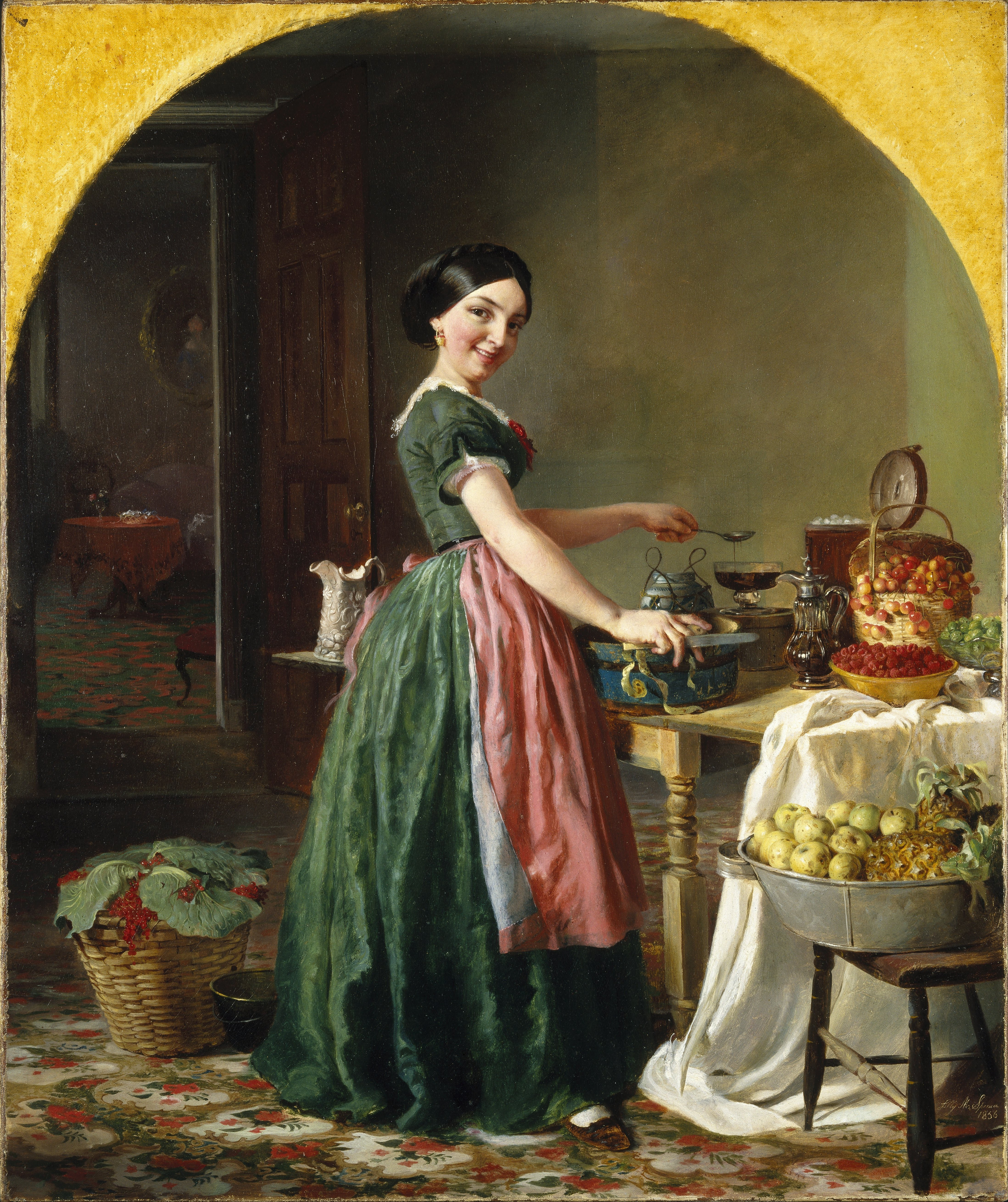
Polib mne a políbíš děvčata (1856)
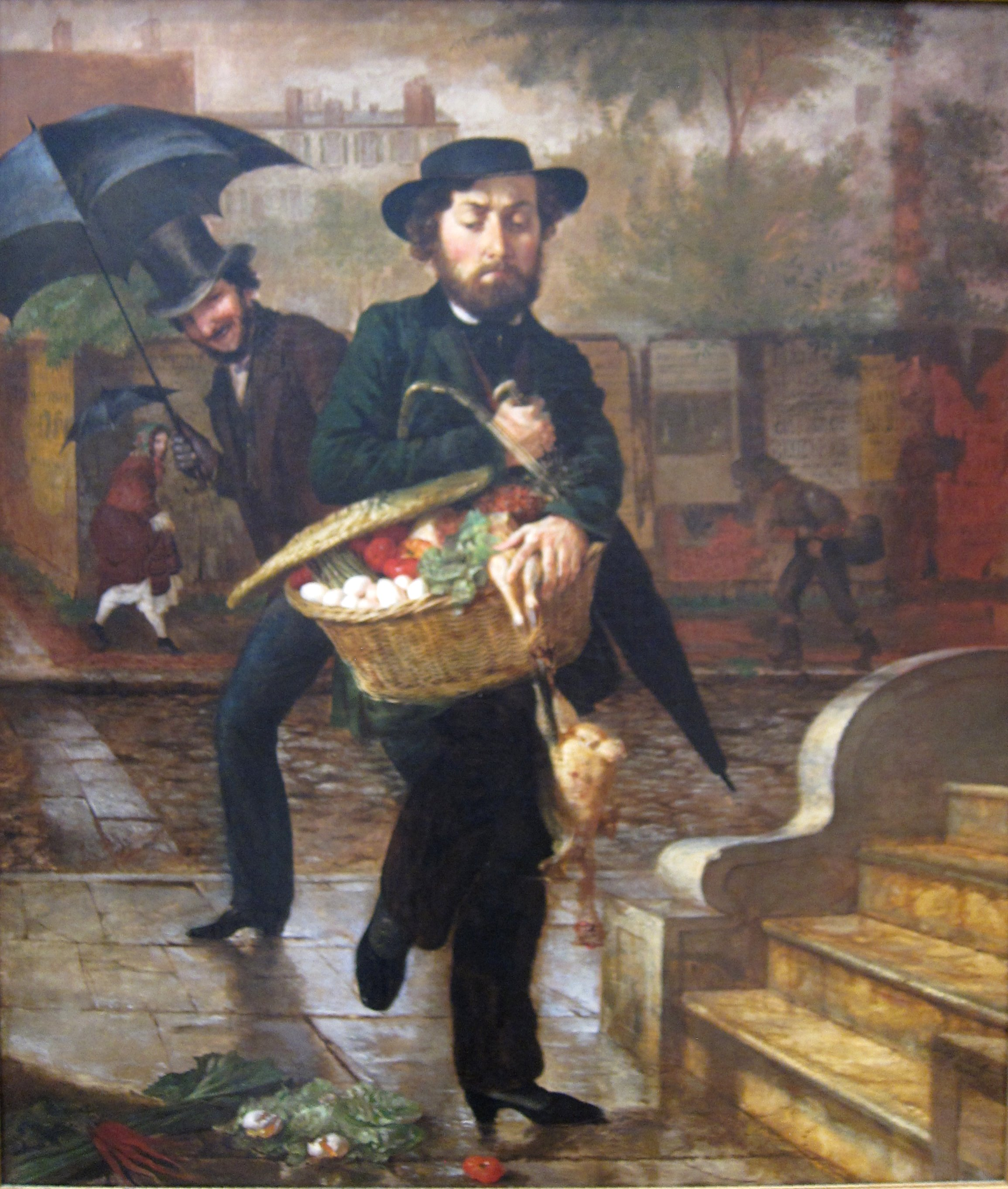
Mladý manžel: První prodej (1854)
Maliny (1859)
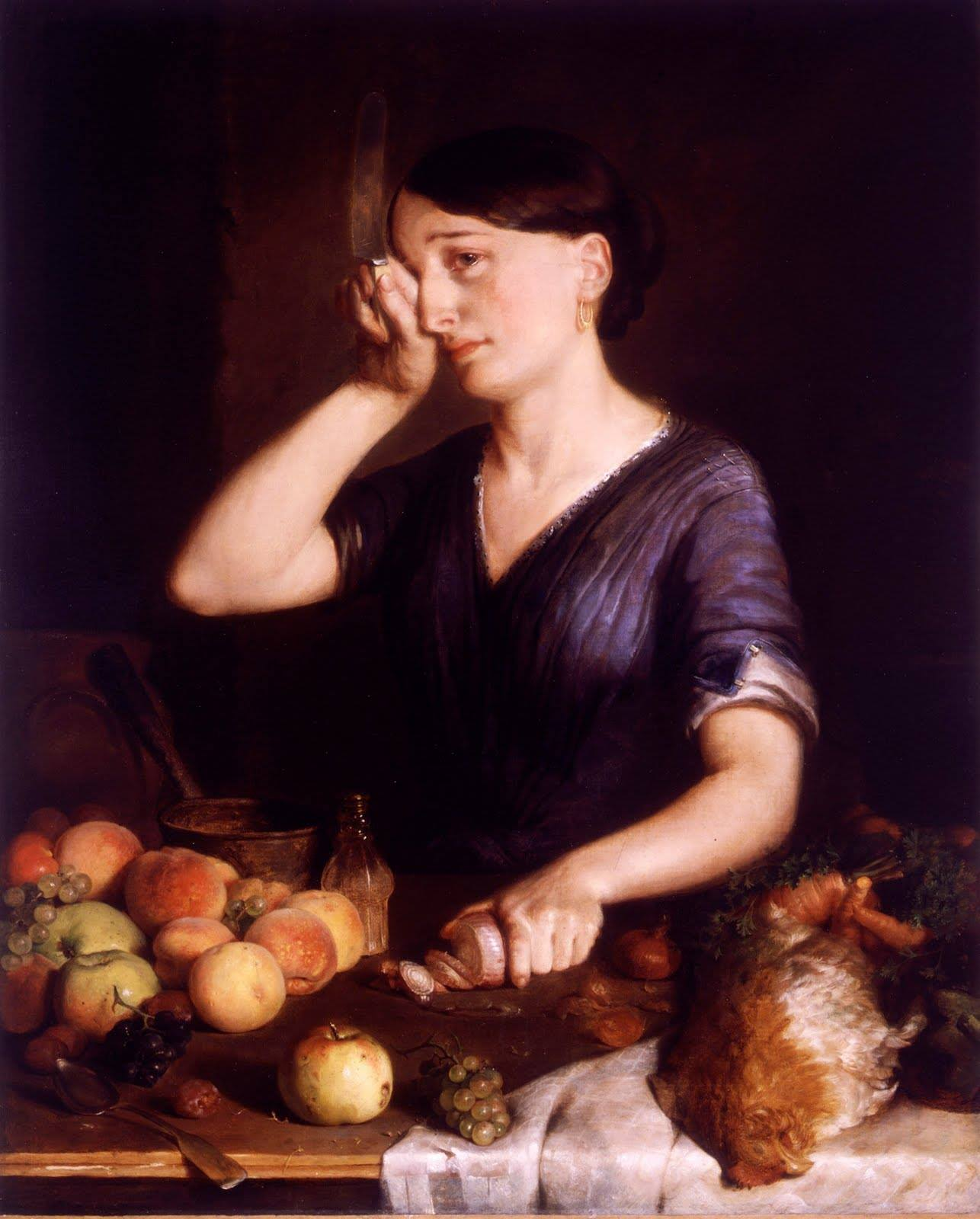
Krájení cibule (1852)
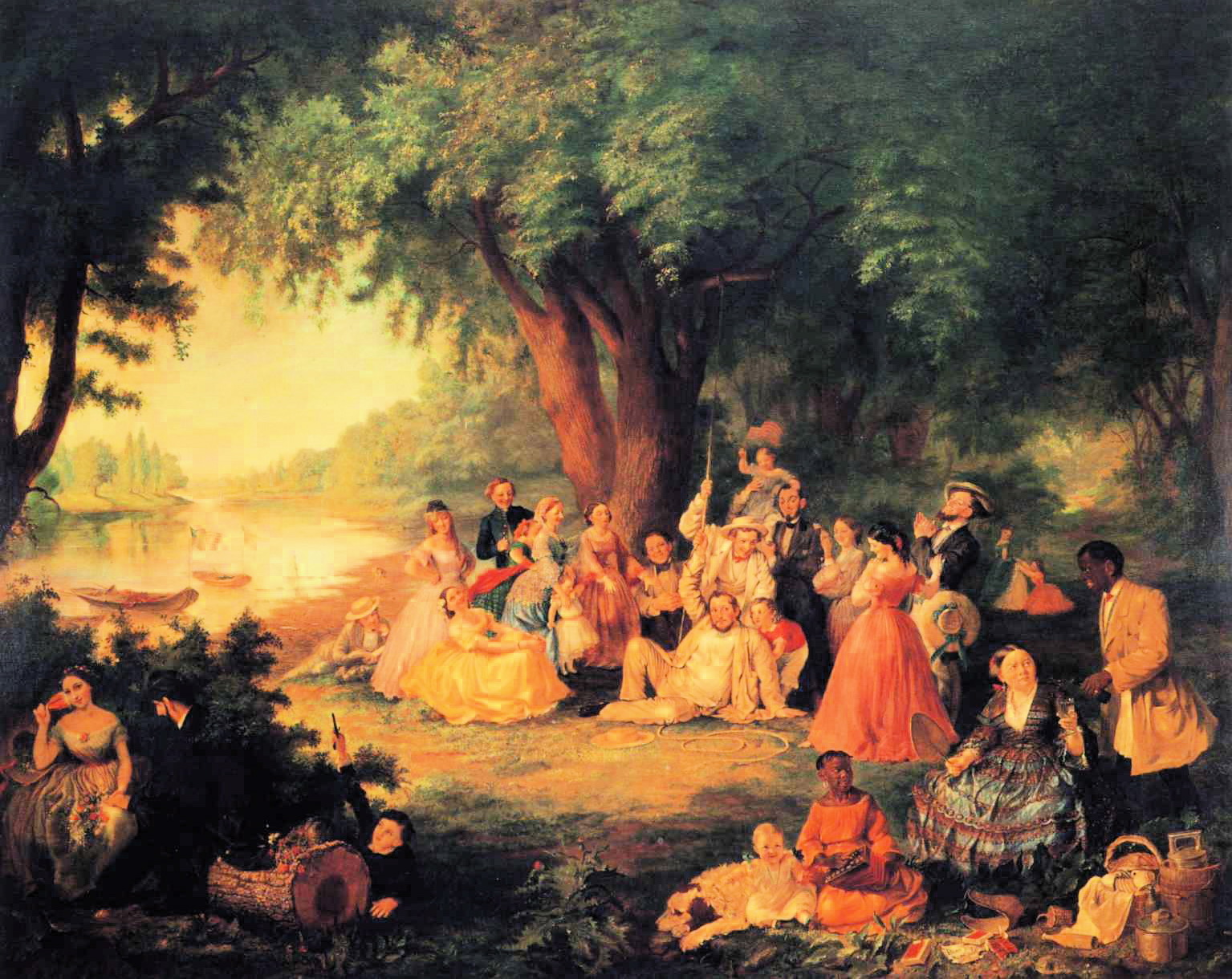
Malířka s rodinou na pikniku (cca 1864)
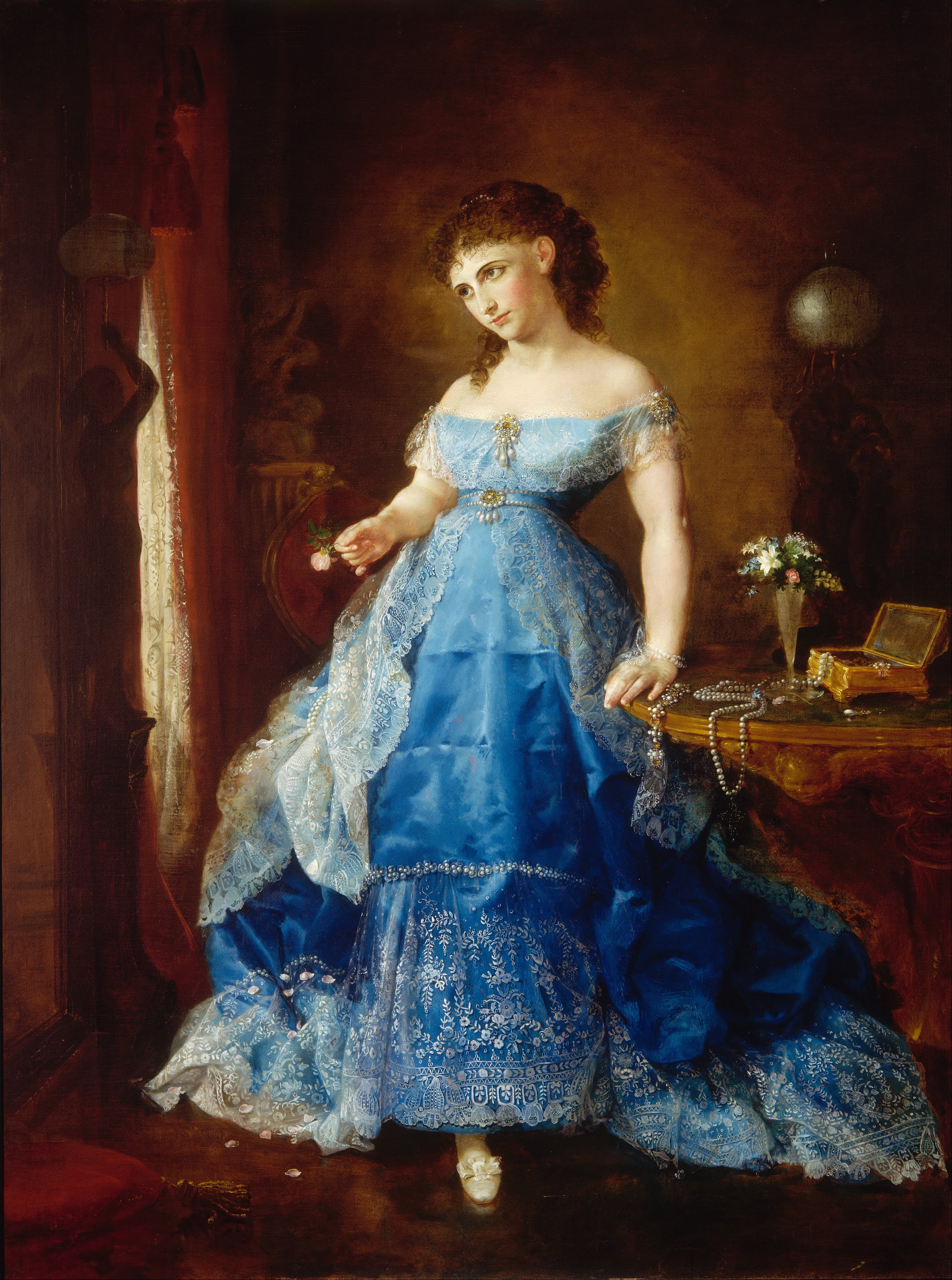
Obě musíme vyblednout (Paní Fithian, 1869)